# Sýkoř
Sýkoř är ett berg i Tjeckien.   Det ligger i regionen Södra Mähren, i den östra delen av landet, 160 km sydost om huvudstaden Prag. Toppen på Sýkoř är 702 meter över havet. Sýkoř ingår i Žďárské vrchy.
Terrängen runt Sýkoř är huvudsakligen kuperad, men åt sydost är den platt. Runt Sýkoř är det tätbefolkat, med 331 invånare per kvadratkilometer. Närmaste större samhälle är Tišnov, 10,9 km söder om Sýkoř. Omgivningarna runt Sýkoř är en mosaik av jordbruksmark och naturlig växtlighet.